# Nowa Szwecja (Szwecja)
Nowa Szwecja – część wsi Szwecja w Polsce, położona w województwie zachodniopomorskim, w powiecie wałeckim, w gminie Wałcz.
W latach 1975–1998 Nowa Szwecja administracyjnie należała do województwa pilskiego.